# Renaldo Turnbull
Renaldo Antonio Turnbull (Saint Thomas, 5 gennaio 1966) è un ex giocatore di football americano statunitense che ha giocato nel ruolo di linebacker nella National Football League (NFL). Fu scelto nel corso del primo giro (14º assoluto) del Draft NFL 1990 dai New Orleans Saints. Al college giocò a football alla West Virginia University

## Carriera
Turnbull fu scelto nel corso del primo giro del Draft 1990 dai New Orleans Saints, uno dei soli nove giocatori dei West Virginia Mountaineers ad essere scelto nel primo giro del draft. Nella sua stagione da rookie mise a segno 9 sack. Nel 1993, Turnbull fece registrare 13 sack e un intercetto, venendo convocato per il Pro Bowl in quella che fu la miglior stagione della sua carriera.
Nelle sue ultime tre stagioni come Saint, Turnbull mise a segno rispettivamente 6,5, 7, e 6,5 sack. Passò l'ultima stagione in carriera coi Carolina Panthers nel 1997 facendo registrare un solo sack.

## Palmarès
- Convocazioni al Pro Bowl: 1

1993
- First-team All-Pro: 1

1993
- PFWA All-Rookie Team - 1990

## Statistiche
| Partite    | 120  |
| Sack       | 45,5 |
| Intercetti | 1    |